# Ulica Wolności w Rudzie Śląskiej
Ulica Wolności − główna ulica w dzielnicy Ruda w Rudzie Śląskiej. Zlokalizowanych jest przy niej wiele historycznych obiektów zabytkowych.

## Opis

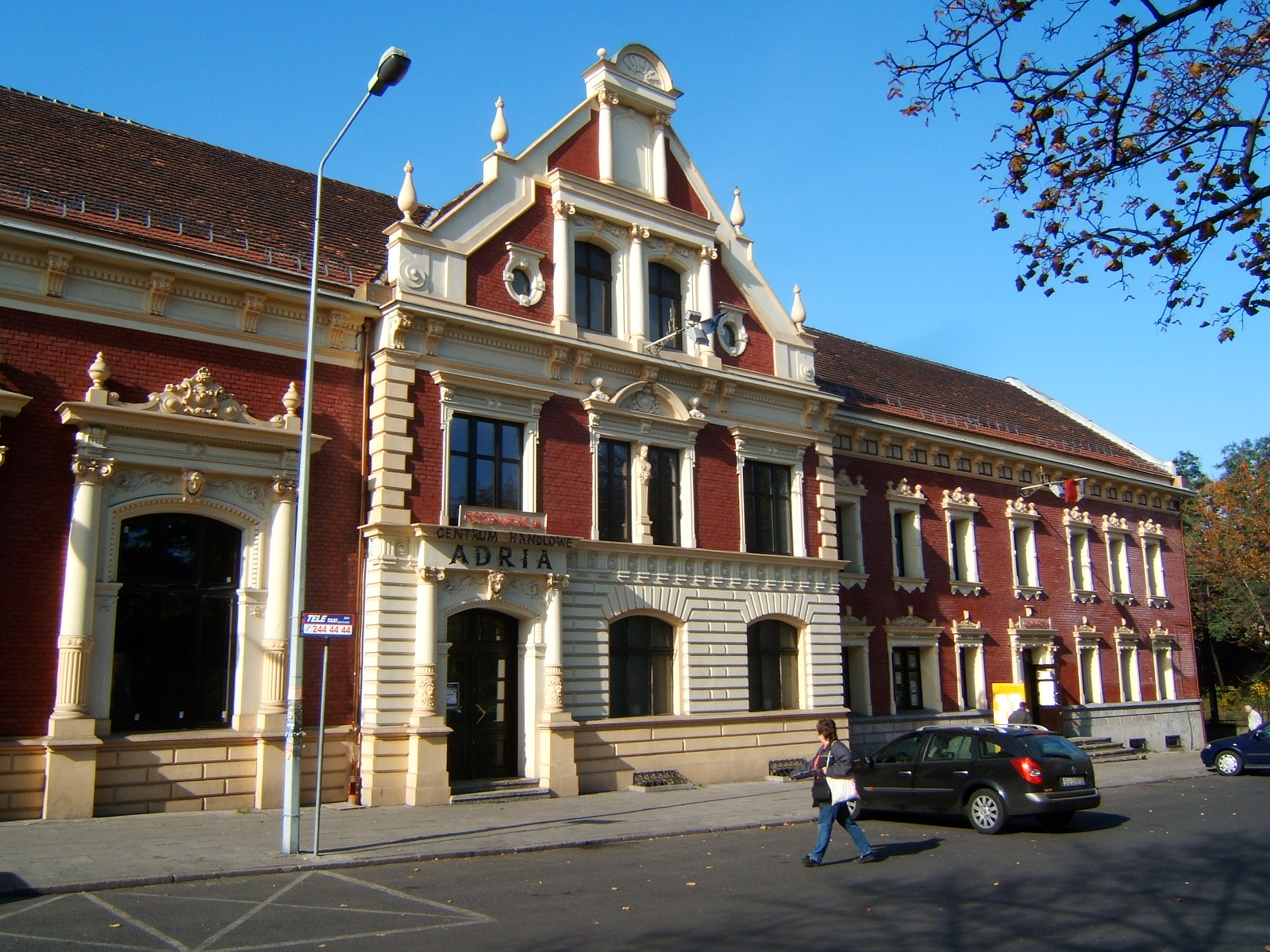
Dawny Pałac Ballestremów

Ulica rozpoczyna bieg pod dworcem w Rudzie Śląskiej Rudzie. Dalej przy ulicy znajduje się dawny Pałac Ballestremów (dziś restauracja), urząd pocztowy, plac Fryderyka Chopina, Dzielnicowe Centrum Handlowe im. Jana Koniecznego, Muzeum Miejskie im. Maksymiliana Chroboka i komisariat policji.
Przy ulicy znajduje się wiele zabytkowych domów mieszkalnych z przełomu XIX i XX wieku oraz głaz narzutowy będący pomnikiem przyrody. Wiele z kamienic stojących przy ulicy Wolności jest obecnie wyremontowanych dzięki miastu i wojewódzkiemu konserwatorowi zabytków.
Na ulicy kursuje wiele autobusów miejskich ZTM (39, 118, 146, 147, 155, 230, 255)
Przy ulicy Wolności zlokalizowane są następujące historyczne obiekty, wpisane do rejestru zabytków:
- zespół osiedla robotniczego (ul. Wolności, ul. Kościelna, ul. St. Staszica, ul. Wieniawskiego, ul. A. Mickiewicza), pochodzący z około 1900 (nr rej.: A/1518/93 z 30 kwietnia 1993):
  - dawny budynek urzędu gminy − obecnie muzeum i komisariat policji (ul. Wolności 26), wzniesiony około 1900,
  - cztery domy (ul. Wolności 33, 35, 37, 39);
- układ urbanistyczny i zabudowa kolonii robotniczej (ul. Wolności, ul. Zabrzańska, ul. Raciborska), pochodzący z początku XX wieku (nr rej.: A/1574/25 z 10 listopada 1995[3]), posiadający strukturę urbanistyczną w postaci zamkniętego kwartału zabudowy:
  - siedem domów (ul. Wolności 102, 104, 106, 108, 110, 112, 114[4]);
- budynek szkoły − obecnie budynek biurowy (ul. Wolności 8), wzniesiony w 1895 (nr rej.: A/256/09 z 7 lipca 2009).